# أليكس ويلسون (لاعب كرة قدم مواليد 1933)
أليكس ويلسون (بالإنجليزية: Alex Wilson)‏ (مواليد 29 أكتوبر 1933) هو لاعب كرة قدم. يلعب مع منتخب إسكتلندا لكرة القدم. سبق له أن لعب في كأس العالم لكرة القدم مع منتخب بلاده.

## مسيرته الكروية
لعب أليكس ويلسون خلال مسيرته الاحترافية مع نادِ واحدٍ في ستة عشر موسمًا وسجل خلالها 4 أهداف ضمن 348 مباراة. ولم يفز بأي موسم بالكأس أو بالدوري.
خاض أليكس ويلسون مسيرته مع نادي بورتسموث في موسم 1951–52 ليلعب معه ستة عشر موسمًا، مشاركًا في 348 مباراة سجل خلالها 4 أهداف.

## روابط خارجية
- أليكس ويلسون على موقع الاتحاد الإسكتلندي (الإنجليزية)
- أليكس ويلسون على موقع قاعدة بيانات كرة القدم.إي يو (الإنجليزية)
- أليكس ويلسون على موقع ناشيونال فوتبول تيمز (الإنجليزية)